# 康納·法蘭坎普
康納·迈克尔·法蘭坎普（1995年7月16日—）為美國男子籃球運動員，現效力於羅馬尼亞籃球甲級聯賽布加勒斯特發電機。

## 職業生涯
2018年8月14日，法蘭坎普與保加利亞球隊貝羅簽約。2019年6月12日，法蘭坎普與雷西姆諾克里特國王簽下1+1年合約。2020年6月9日，武康穆尔西亚簽下法蘭坎普。2021年6月21日，法蘭坎普與聖彼得堡澤尼特簽下兩年合約。
2022年3月30日，法蘭坎普與聖彼得堡澤尼特中止合約。4月8日，法蘭坎普加盟帕特雷普羅米修斯。5月19日，法蘭坎普加盟利摩日CSP參加季後賽。7月14日，法蘭坎普加盟加濟安泰普。
2023年10月8日，法蘭坎普加盟布雷奥干。2024年1月8日，法蘭坎普離開布雷奥干，加盟帕倫西亞。11月4日，台灣職業籃球大聯盟新北中信特攻宣布簽下法蘭坎普，中文登錄名為「柯南」。2025年1月17日，新北中信特攻宣布與法蘭坎普達成離隊協議。1月24日，羅馬尼亞籃球甲級聯賽布加勒斯特發電機簽下法蘭坎普。

## 國家隊生涯
法蘭坎普曾代表美國參加U16美洲青年籃球錦標賽以及U17世界青年籃球錦標賽，在兩項賽事皆拿下金牌。2021年法蘭坎普取得格鲁吉亚护照，代表格鲁吉亚參加2022年歐洲籃球錦標賽資格賽。

## 外部連結
- 康納·法蘭坎普的Instagram帳戶
- 康納·法蘭坎普在fiba.basketball（英语）
- 康納·法蘭坎普在archive.fiba.com（存檔）（英语）
- 康納·法蘭坎普在歐洲籃球聯賽官網（英语）
- 康納·法蘭坎普在西班牙篮球甲级联赛官網（球員）（西班牙语）
- 康納·法蘭坎普在TBLStat.net（英语）
- 康納·法蘭坎普在VTB聯賽官網（英语）
- 康納·法蘭坎普在俄羅斯籃球協會官網（俄语）
- 康納·法蘭坎普在法國籃球甲級聯賽官網（法语）
- 康納·法蘭坎普在台灣職業籃球大聯盟官網
- 康納·法蘭坎普在Basketball-Reference.com（國際）（英语）
- 康納·法蘭坎普在Sports-Reference.com（NCAA）（英语）
- 康納·法蘭坎普在Eurobasket.com（球員）（英语）
- 康納·法蘭坎普在Proballers（英语）
- 康納·法蘭坎普在RealGM（英语）
- 康納·法蘭坎普在Flashscore（英语）